# اندرس برگراتز
اندرس برگراتز (انگلیسی: Anders Bergcrantz؛ زادهٔ ۵ دسامبر ۱۹۶۱ در مالمو، سوئد) نوازنده ترومپت جاز اهل سوئد است.